# Марко Страхія
Марко Страхія (28 травня 1975) — хорватський плавець.
Учасник Олімпійських Ігор 1996, 2000, 2008 років.
Призер Чемпіонату світу з плавання на короткій воді 2002 року.
Призер Чемпіонату Європи з водних видів спорту 2002 року.